# Dziubasówki
Dziubasówki – polana na południowym grzbiecie Bukowiny Miejskiej w Gorcach. Ma wydłużony kształt i położona jest na wysokości około 820–920 m n.p.m. Znajduje się na niej kilka domków letniskowych bez prądu elektrycznego.
Z Dziubasówek rozciąga się widok na grzbiet Bukowiny Waksmundzkiej z polaną Brożek, widoczne są też Tatry Bielskie i Wysokie oraz fragment Tatr Zachodnich i stoki Turbacza. Na polanie wypasane są jeszcze owce.
Dziubasówki należą do miasta Nowy Targ w powiecie nowotarskim, województwie małopolskim.

## Szlak turystyczny
Kowaniec (Nowy Targ) – Dziubasówki – Wszołowa – Miejski Wierch – Bukowina Miejska – polana Bukowina – Rosnakowa – Świderowa – Długie Młaki – Turbacz. Odległość 6,3 km, suma podejść 550 m, suma zejść 50 m, czas przejścia 2 godz. 35 min, z powrotem 1 godz. 45 min.
- Czas przejścia z Kowańca na Bukowinę Miejską 1:40 h, ↓ 1 h
- Czas przejścia z Bukowiny Miejskiej na Turbacz 55 min, ↓ 45 min.

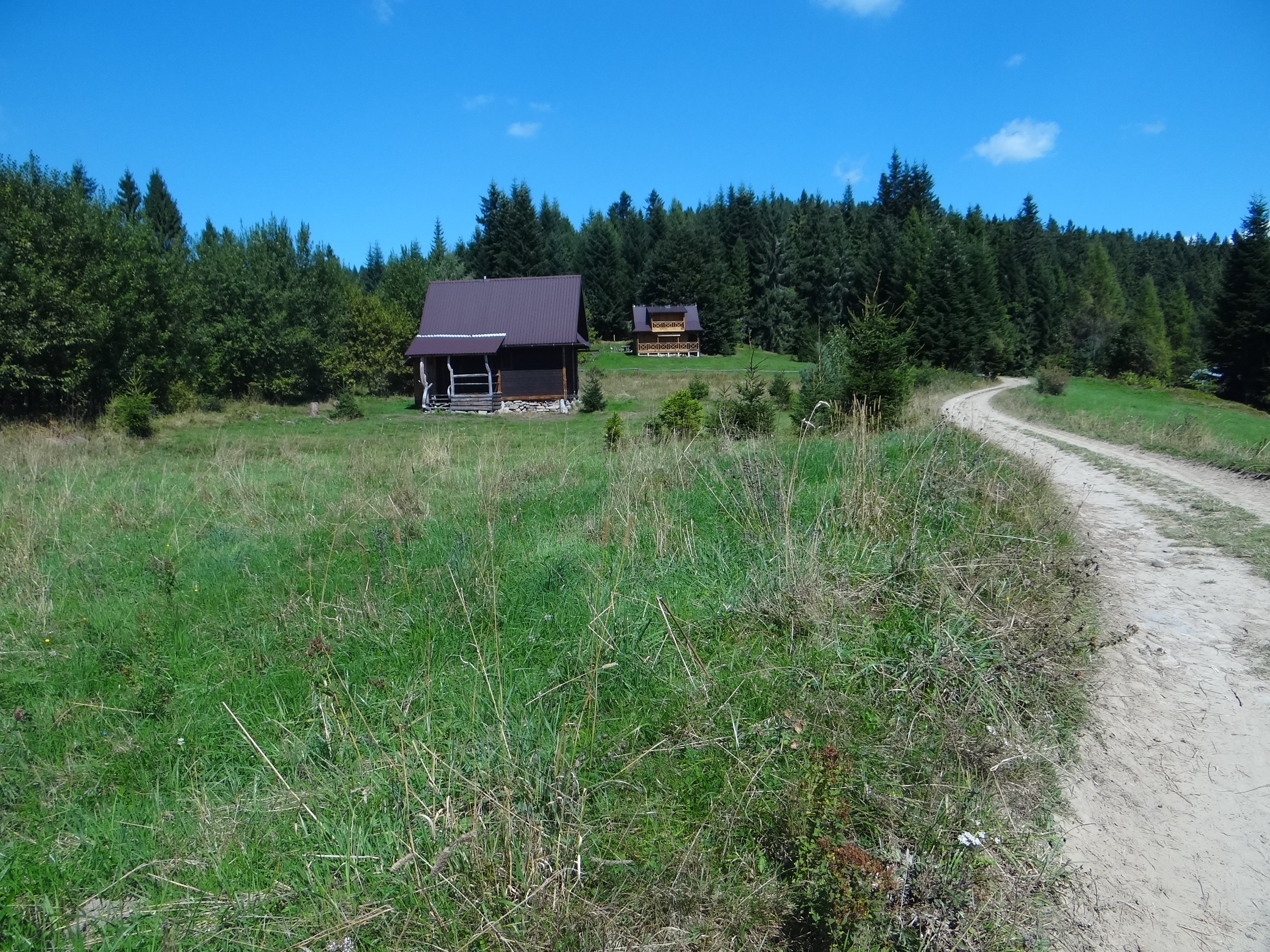